# Most Biskajski
Most Biskajski (bask. Bizkaiko Zubia, hiszp. Puente de Vizcaya) – most gondolowy ponad ujściem rzeki Nervión (Ibaizabal), w hiszpańskim Kraju Basków w prowincji Bizkaia.

## Nazwy
Oficjalną nazwą mostu jest Most Biskajski. Oprócz niej funkcjonują także inne: Most Wiszący (hiszp. Puente Colgante), Most Portugalete, Most Getxo, Most Bilbao, a także Most Palacio (od nazwiska głównego inżyniera tego mostu).

## Historia
Most promowy został zaprojektowany przez znanego architekta Alberto Palacio (jednego z uczniów Gustawa Eiffla) i zbudowany w 1893 r. Połączył on miasto Portugalete oraz dzielnicę miasta Getxo – Las Arenas (bask. Areeta). Przy budowie zastosowano nowoczesne jak na koniec XIX wieku rozwiązania. Oprócz ciężkiej żelaznej konstrukcji wykorzystano lżejsze stalowe liny. Był to pierwszy i zarazem najstarszy na świecie most-gondola, który był zdolny przewozić na dużej wysokości ludzi i pojazdy. Stanowił wzorzec dla innych mostów w Europie, Afryce czy Amerykach, z których przetrwało tylko kilka. Przy jego tworzeniu zastosowano nowoczesne technologie, aby umożliwić dalsze działanie portu w Bilbao. W 1937 r., podczas hiszpańskiej wojny domowej most został częściowo zbombardowany, czego świadkiem był sam Albert Palacio. Jego gruntowna odbudowa i restauracja nastąpiła w 1941 r. Most Biskajski został zapisany na listę światowego dziedzictwa UNESCO 13 lipca 2006 r.

## Współczesność
Most jest ciągle w użyciu. Ma około 160 m długości i 50 m wysokości. Do przęsła znajdującego się 45 metrów nad wodą podwieszona jest na długich linach gondola, która może przewieźć co 8 minut jednorazowo 6 pojazdów i kilkudziesięciu pasażerów w ciągu 1,5 minuty. Na przejazd mostem obowiązuje zbiorczy bilet komunikacji miejskiej Bilbao. Atrakcją turystyczną jest wyjazd na szczyt filaru, z którego można podziwiać panoramę okolicy. 